# Pseudicius
Pseudicius Simon, 1885 è un genere di ragni appartenente alla famiglia Salticidae.

## Etimologia
Il nome deriva dal prefisso greco ψεῦδο-, psèudo-, dal significato di  falso, ambiguo e dal genere Icius, con cui può essere confuso per varie somiglianze.

## Caratteristiche
Vi è disaccordo fra gli studiosi se il genere Afraflacilla debba essere considerato un genere a sé o incluso proprio in Pseudicius. Altri parenti stretti sono Festucula e Marchena e tutti e quattro formano un unico gruppo monofiletico.

## Distribuzione
Le 81 specie oggi note sono diffuse in Europa, Asia e Africa.
In Italia sono state reperite tre specie di questo genere

## Tassonomia
Salvo conferme da studi successivi, in questa classifica di specie non si tiene conto delle modifiche e dei trasferimenti eseguiti dal genere Icius in un lavoro degli aracnologi Andreeva, Heciak & Prószynski del 1984.
Il genere Pseudicius è considerato un sinonimo anteriore di Savaiia Marples, 1957 da uno studio di Proszinski del 1990; non è invece un sinonimo anteriore di Afraflacilla Berland & Millot, 1941, né un sinonimo posteriore di Flacilloides Denis, 1954 secondo un lavoro di Zabka del 1993 e contra un lavoro di Wanless del 1984 e uno di Clark del 1974.
Infine non è un sinonimo posteriore di Paramarpissa F. O. P.-Cambridge, 1901 secondo uno studio degli aracnologi Logunov & Cutler, 1999.
A dicembre 2010, si compone di 81 specie:
1. Pseudicius admirandus Logunov, 2007 — Iran
2. Pseudicius adustus Wesolowska, 2006 — Namibia
3. Pseudicius afghanicus (Andreeva, Heciak & Prószynski, 1984) — Afghanistan
4. Pseudicius africanus Peckham & Peckham, 1903 — Sudafrica
5. Pseudicius alter Wesolowska, 2000 — Zimbabwe
6. Pseudicius amicus Prószynski, 2000 — Medio Oriente
7. Pseudicius andamanius (Tikader, 1977) — Isole Andamane
8. Pseudicius arabicus (Wesolowska & van Harten, 1994) — Yemen, Afghanistan
9. Pseudicius badius (Simon, 1868) — Europa meridionale (presente in Italia)
10. Pseudicius bipunctatus Peckham & Peckham, 1903 — Sudafrica
11. Pseudicius braunsi Peckham & Peckham, 1903 — Sudafrica, Arabia Saudita, Yemen, Turkmenistan
12. Pseudicius cambridgei Prószynski & Zochowska, 1981 — Asia centrale, Cina
13. Pseudicius chinensis Logunov, 1995 — Cina
14. Pseudicius cinctus (O. P.-Cambridge, 1885) — dall'Asia centrale alla Cina
15. Pseudicius courtauldi Bristowe, 1935 — dalla Grecia alla Cina
16. Pseudicius cultrifer Caporiacco, 1948 — Europa orientale
17. Pseudicius daitaricus Prószynski, 1992 — India
18. Pseudicius datuntatus Logunov & Zamanpoore, 2005 — Afghanistan
19. Pseudicius decemnotatus Simon, 1885 — Singapore
20. Pseudicius delesserti Caporiacco, 1941 — Etiopia
21. Pseudicius deletus (O. P.-Cambridge, 1885) — Cina
22. Pseudicius elegans Wesolowska & Cumming, 2008 — Zimbabwe
23. Pseudicius elmenteitae Caporiacco, 1949 — Kenya
24. Pseudicius encarpatus (Walckenaer, 1802)[4] — dall'Europa all'Asia centrale (presente in Italia)
25. Pseudicius espereyi Fage, 1921 — Grecia
26. Pseudicius eximius Wesolowska & Russell-Smith, 2000 — Tanzania
27. Pseudicius fayda Wesolowska & van Harten, 2010 — Emirati Arabi Uniti
28. Pseudicius flavipes (Caporiacco, 1935) — Turkmenistan, Pakistan
29. Pseudicius frigidus (O. P.-Cambridge, 1885) — Afghanistan, Pakistan, India, Cina
30. Pseudicius ghesquieri (Giltay, 1935) — Congo
31. Pseudicius histrionicus Simon, 1902 — Sudafrica
32. Pseudicius icioides (Simon, 1884) — Sudan
33. Pseudicius kaszabi (Zabka, 1985) — Vietnam
34. Pseudicius koreanus Wesolowska, 1981 — Cina, Corea, Giappone
35. Pseudicius kraussi (Marples, 1964) — Isole Marshall, Isole Cook, Isole Samoa
36. Pseudicius kulczynskii Nosek, 1905 — Grecia, Turchia, Siria
37. Pseudicius ludhianaensis (Tikader, 1974) — India
38. Pseudicius manillaensis Prószynski, 1992 — Filippine
39. Pseudicius marshi (Peckham & Peckham, 1903) — Sudafrica
40. Pseudicius maureri Prószynski, 1992 — Malesia
41. Pseudicius mikhailovi Prószynski, 2000 — Israele
42. Pseudicius mirus Wesolowska & van Harten, 2002 — Socotra
43. Pseudicius modestus Simon, 1885 — India
44. Pseudicius musculus Simon, 1901 — Algeria, Sudafrica
45. Pseudicius mushrif Wesolowska & van Harten, 2010 — Emirati Arabi Uniti
46. Pseudicius nepalicus (Andreeva, Heciak & Prószynski, 1984) — Nepal, India
47. Pseudicius nuclearis Prószynski, 1992 — Isole Marshall, Isole Caroline
48. Pseudicius oblongus Peckham & Peckham, 1894 — Brasile
49. Pseudicius okinawaensis Prószynski, 1992 — Okinawa
50. Pseudicius originalis (Zabka, 1985) — Vietnam
51. Pseudicius palaestinensis Strand, 1915 — Israele
52. Pseudicius philippinensis Prószynski, 1992 — Filippine
53. Pseudicius picaceus (Simon, 1868) — dal Mediterraneo all'Azerbaigian (presente in Italia)
54. Pseudicius pseudocourtauldi Logunov, 1999 — Armenia
55. Pseudicius pseudoicioides (Caporiacco, 1935) — Himalaya
56. Pseudicius punctatus (Marples, 1957) — Isole Figi, Isole Samoa, Isole Caroline
57. Pseudicius refulgens Wesolowska & Cumming, 2008 — Zimbabwe
58. Pseudicius reiskindi Prószynski, 1992 — Borneo
59. Pseudicius ridicularis Wesolowska & Tomasiewicz, 2008 — Etiopia
60. Pseudicius rudakii Prószynski, 1992 — Iran
61. Pseudicius seychellensis Wanless, 1984 — Isole Seychelles
62. Pseudicius sheherezadae Prószynski, 1989 — Arabia Saudita, Yemen
63. Pseudicius shirinae Prószynski, 1989 — Arabia Saudita
64. Pseudicius sindbadi Prószynski, 1989 — Arabia Saudita
65. Pseudicius siticulosus Peckham & Peckham, 1909 — USA
66. Pseudicius solomonensis Prószynski, 1992 — Isole Salomone
67. Pseudicius spasskyi (Andreeva, Heciak & Prószynski, 1984) — Asia centrale
68. Pseudicius spiniger (O. P.-Cambridge, 1872) — dal Sudan alla Siria
69. Pseudicius szechuanensis Logunov, 1995 — Cina
70. Pseudicius tamaricis Simon, 1885 — Africa settentrionale, Israele, Arabia Saudita, Yemen
71. Pseudicius tokarensis (Bohdanowicz & Prószynski, 1987) — Giappone
72. Pseudicius unicus (Peckham & Peckham, 1894) — Madagascar
73. Pseudicius vankeeri Metzner, 1999 — Grecia
74. Pseudicius venustulus Wesolowska & Haddad, 2009 — Sudafrica
75. Pseudicius vesporum Prószynski, 1992 — Filippine
76. Pseudicius vulpes (Grube, 1861) — Russia, Cina, Corea, Giappone
77. Pseudicius wenshanensis He & Hu, 1999 — Cina
78. Pseudicius wesolowskae Zhu & Song, 2001 — Cina
79. Pseudicius yunnanensis (Schenkel, 1963) — Cina
80. Pseudicius zabkai Song & Zhu, 2001 — Cina
81. Pseudicius zebra Simon, 1902 — Sudafrica

### Sinonimie
- Pseudicius miriae Prószynski, 2000; questi esemplari, rinvenuti in Israele, a seguito di uno studio dell'aracnologo Logunov del 2009 sono ritenuti in sinonimia con la specie Pseudicius vankeeri Metzner, 1999 e ad essa attribuiti[2].

### Specie trasferite
La variabilità dei caratteri di questo genere è tale che attualmente si conoscono ben 15 specie trasferite ad altro genere:
- Pseudicius antineae (Denis, 1954); trasferita al genere Afraflacilla.
- Pseudicius asoroticus Simon, 1890; trasferita al genere Afraflacilla.
- Pseudicius bamakoi (Berland & Millot, 1941); trasferita al genere Afraflacilla.
- Pseudicius chikunii Logunov & Marusik, 1999; trasferita al genere Helicius.
- Pseudicius cognatus Peckham & Peckham, 1894; trasferita al genere Mendoza.
- Pseudicius epiblemoides Chyzer, 1891; trasferita al genere Afraflacilla.
- Pseudicius himeshimensis (Dönitz & Strand, 1906); trasferita al genere Hakka.
- Pseudicius indicus (Simon, 1901); trasferita al genere Phintella.
- Pseudicius koreanus (Wesolowska, 1981); trasferita al genere Hakka.
- Pseudicius lecontei Barrows, 1940; trasferita al genere Sassacus.
- Pseudicius lucipetus (Simon, 1890); trasferita al genere Heliophanillus.
- Pseudicius monticola (Banks, 1895); trasferita al genere Phanias.
- Pseudicius piraticus (Peckham & Peckham, 1888); trasferita al genere Paramarpissa.
- Pseudicius suedicola (Simon, 1901); trasferita al genere Heliophanillus.
- Pseudicius wadis Prószynski, 1989; trasferita al genere Afraflacilla.